# Bolemira
Bolemira – żeński odpowiednik imienia Bolemir, nienotowany w dawnych źródłach. Znaczenie imienia: "pragnąca pokoju".
Bolemira imieniny obchodzi 9 września.